# اینالان‌لی (مرزیفون)
اینالان‌لی (به ترکی استانبولی: İnalanı) یک منطقهٔ مسکونی در ترکیه است که در مرزیفون واقع شده است.